# Wikstroemia ovata
Wikstroemia ovata är en tibastväxtart som beskrevs av Carl Anton von Meyer. Wikstroemia ovata ingår i släktet Wikstroemia och familjen tibastväxter. Inga underarter finns listade i Catalogue of Life.